# Adolphe của Luxembourg
Adolphe của Luxembourg (tiếng Luxembourg: Adolphe vu Lëtzebuerg; 24 tháng 07 năm 1817 - 17 tháng 11 năm 1905) là Đại Công tước Luxembourg từ ngày 23 tháng 11 năm 1890 cho đến khi qua đời vào ngày 17 tháng 11 năm 1905. Là Đại Công tước đầu tiên đến từ Vương tộc Nassau-Weilburg, trước đó, Luxembourg và Hà Lan là một liên minh cá nhân, nằm dưới vương quyền của Vương tộc Oranje-Nassau, nhưng sau khi Willem III của Hà Lan qua đời vào năm 1890 mà không có con trai thừa tự, liên minh cá nhân giữa 2 nước bị phá vỡ, vì Luxembourg áp dụng luật Salic. Ngai vàng Luxembourg được để lại cho người họ hàng xa là Adolphe, trong khi đó ngai vàng Hà Lan được thừa kế bởi con gái của Willem III là Wilhelmina, lúc đó mới 9 tuổi. Trước đó, Adolphe là Công tước xứ Nassau (ngày 20 tháng 8 năm 1839 đến ngày 20 tháng 9 năm 1866), nhưng sau Chiến tranh Áo-Phổ, Công quốc Nassau của ông đã bị Vương quốc Phổ sáp nhập, ông mất ngai vàng cho đến khi được thừa kế Luxembourg.
Adolphe trở thành Công tước xứ Nassau vào tháng 8 năm 1839, sau cái chết của cha ông là Wilhelm xứ Nassau. Công quốc được sáp nhập vào Phổ sau thất bại của Áo trong Chiến tranh Áo-Phổ. Từ năm 1815 đến năm 1839, Đại công quốc Luxembourg do các vị vua Hà Lan cai trị như một tỉnh của Hà Lan. Sau Hiệp ước London (1839), Đại công quốc giành được độc lập nhưng vẫn duy trì liên minh cá nhân với Hà Lan. Sau cái chết của các con trai, vua Hà Lan Willem III không có người thừa kế nam nào để kế vị. Tại Hà Lan, phụ nữ được phép kế vị ngai vàng. Tuy nhiên, Luxembourg tuân theo luật Salic cấm phụ nữ kế vị. Do đó, sau khi Vua Wille, III qua đời, vương miện của Hà Lan được truyền cho con gái duy nhất của ông, Wilhelmina, trong khi vương miện của Luxembourg được truyền cho Adolphe theo Hiệp ước Gia đình Nassau. Adolphe qua đời vào năm 1905 và được kế vị bởi con trai ông là Willem IV.